# Modo Monitor
Modo Monitor, também chamado de Modo de Monitoramento ou modo RFMON, permite que um computador com uma placa com interface de rede wireless (WNIC) realize monitoramento de todo o tráfego recebido da rede wireless. Diferente do modo promíscuo, que também é utilizado para sniffar pacote, o modo monitor permite que pacotes sejam capturados sem precisar de associação com um Ponto de Acesso ou rede Ad-hoc primeiro. Modo monitor cabe apenas às redes wireless, enquanto modo promíscuo pode ser usado em redes cabeadas. Modo monitor é um dos quatro modos que placas wireless 802.11 podem operar: Master ou Mestre (age como um Ponto de Acesso), Gerenciado (cliente, também conhecido como estação), Ad-Hoc e Monitor.

## Uso
Modo monitor pode ser usado para propósitos maliciosos, como coletar tráfego de um vizinho (sem permissão) para quebrar chave WEP.
Software como o KisMAC ou Kismet em combinação com analisador de protocolos como o Wireshark ou tcpdump oferecem uma interface de usuário para monitoramento passivo de redes wireless.

## Limitações
Geralmente a placa wireless é incapaz de transmitir em modo monitor e é restrito para um canal wireless único, embora isso depende do driver da placa wireless. Adicionalmente, em modo monitor a NIC não verifica para ver se os valores CRC estão corretos para pacotes capturados, então alguns pacotes podem estar corrompidos.